# Falconara Stadio
Falconara Stadio (wł. Stazione di Falconara Stadio) – przystanek kolejowy w Falconara Marittima, w prowincji Ankona, w regionie Marche, we Włoszech. Znajduje się na linii Rzym – Ankona. 
Według klasyfikacji Rete Ferroviaria Italiana ma kategorię brązową.

## Linie kolejowe
- Linia Rzym – Ankona